# Hannah Cohen

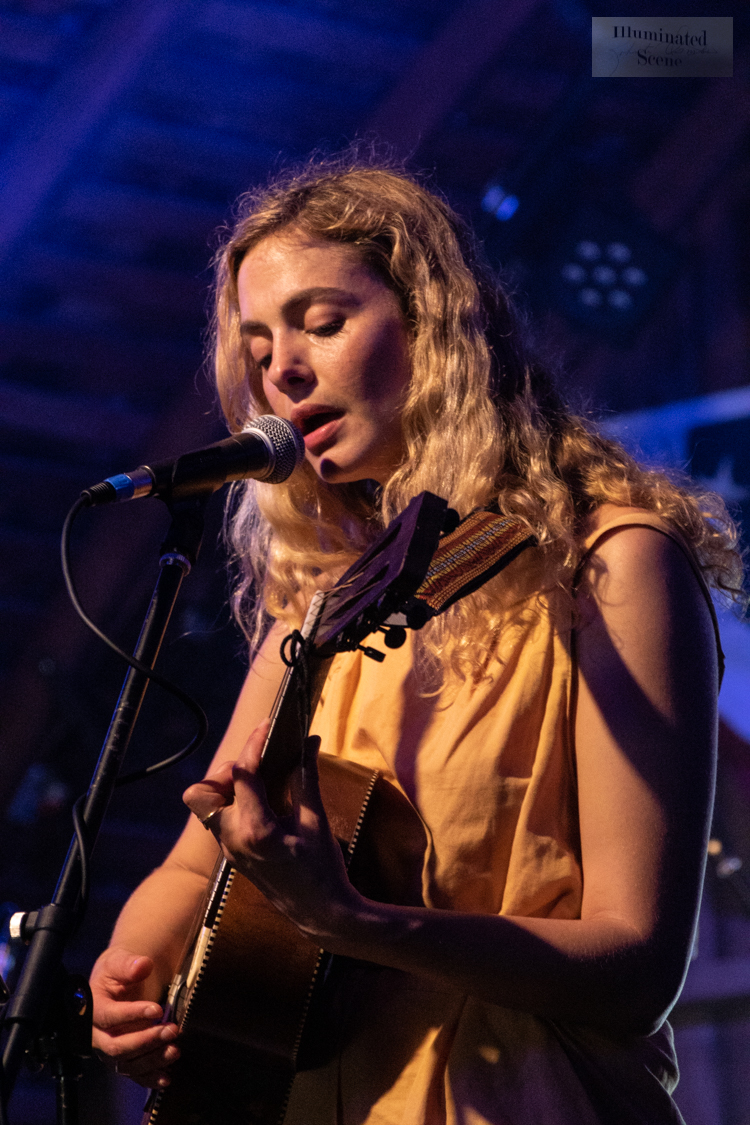
Hannah Cohen

Hannah Cohen (geboren am 25. Oktober 1986 in San Francisco, Kalifornien) ist eine US-amerikanische Sängerin, Songwriterin und Fotografin.

## Leben und Wirken
Cohen wurde in San Francisco geboren und stammt aus einer Familie von Musikern und Buchhändlern. Ihr Großvater Bertie Rodgers war Dichter. Ihr Vater ist der Jazz-Schlagzeuger Myron Cohen.
Cohen verließ bereits als Teenager ihre Familie und zog nach New York. Dort modelte sie für Richard Prince, Terry Richardson, David Salle, Will Cotton und Ryan McGinley.
Als Fotografin arbeitete Cohen für Tageszeitungen, fotografierte aber auch Mode, Kunst und Porträts. 2011 veröffentlichte sie das Buch  Fotografias. Brasil, in dem sie eigene Fotoarbeiten aus Bahia und Rio de Janeiro vorstellte. Kontakte zur Musikszene ergaben sich für sie, als sie im Village Vanguard arbeitete.
Als Sängerin hat Cohen drei Alben veröffentlicht. Ihr erstes – Child Bride – wurde von Thomas Bartlett, aka Doveman, produziert. Ihre Band besteht aus New Yorker Musikern, darunter Sam Amidon, Rob Moose, Brad Albetta, Doug Wieselman und Kenny Wollesen. Child Bride wurde von Bella Union im April 2012 veröffentlicht. 2015 folgte das Album Pleasure Boy.  Weiterhin ist sie auf Tonträgern von Glen Hansard, Martha Wainwright und Julia Stone zu hören. 2019 veröffentlichte Cohen die CD Welcome Home, 2025 das Album Earthstar Mountain.